# 克倫普東尼亞 (阿拉巴馬州)
克倫普東尼亞（英語：Crumptonia）是一個位於美國阿拉巴馬州達拉斯縣的非建制地區。該地的面積和人口皆未知。

## 地理
克倫普東尼亞的座標為32°12′50″N 87°17′22″W / 32.21388°N 87.28944°W，而該地最高點為海拔高度43米（即141英尺）。